# سامارکا
سامارکا (به لاتین: Samarka) یک منطقهٔ مسکونی در روسیه است که در سرزمین آلتای واقع شده‌است.